# Abel Ferreira
Abel Fernando Moreira Ferreira (Penafiel, Oporto, 22 de diciembre de 1978), conocido también como Abel Ferreira o simplemente Abel, es un exfutbolista y entrenador portugués que entrena a S. E. Palmeiras del Campeonato Brasileño de Serie A.

## Carrera

### Como futbolista
Luego de salir de las canteras del FC Peñafiel, el equipo de su pueblo natal, Abel desarrolló su carrera en el Vitória de Guimarães, haciendo su debut en la máxima división portuguesa, trasladándose en la temporada 2004-05 al Sporting de Braga.
En enero de 2006 fue transferido al Sporting Lisboa, en un trato de dos vías que incluía al lateral derecho brasileño Wender.
Durante el desarrollo de la temporada 2007-08 anotó un gol en el encuentro ante el Manchester United F. C. durante la fase de grupos de la Liga de Campeones de la UEFA, partido que finalmente perdieron 2 a 1 de visita. En esa temporada también fue convocado para la selección de Portugal  pero no disputó ningún partido internacional.
En 2008-09 perdió su puesto de titular ante Pedro Silva. Ambos jugadores perdieron su importancia en la plantilla tras la compra de João Pereira del Braga en enero de 2010. 
Abel todavía se utilizó regularmente en las siguientes temporadas, ya que Pereira se presentó regularmente como mediocampista. El 24 de octubre de 2010, marcó su primer gol en liga con el Sporting, en el minuto 90 para derrotar al Rio Ave en casa (1-0).
Abel se retiró al final de la temporada 2010-11 a los 32 años debido a problemas de lesiones. 

### Como entrenador

#### Braga
Ferreira comenzó a trabajar como entrenador inmediatamente después de retirarse, haciéndose cargo de los juveniles del Sporting de Braga y de sus reservas en la Segunda División de Portugal. En febrero de 2015, fue nombrado gerente de Braga B en la misma división.
El 26 de abril de 2017 sucedió a Jorge Simão al frente del primer equipo. En su primera temporada completa en el cargo, los llevó al cuarto lugar, con la clasificación posterior a la tercera ronda de clasificación de la UEFA Europa League. La temporada 2017-18 marcó un récord histórico para el Braga: alcanzó el récord de puntos conseguidos (75 puntos), el récord de goles marcados (101 goles) y el récord de victorias en una temporada (33 victorias). Abel Ferreira se convirtió en el entrenador del Braga con mayor porcentaje de victorias en el club (64 %).

#### PAOK Salónica
El PAOK Salónica pagó 2 millones de euros para adquirir los servicios de Ferreira el 30 de junio de 2019, después de que el exentrenador Răzvan Lucescu se fuera al Al Hilal de Arabia Saudita. En su primer año, el equipo fue eliminado por el Ajax en la tercera ronda de clasificación de la Liga de Campeones cuando la oposición anotó a través de dos polémicos penales en el partido de vuelta. Fueron eliminados por Slovan Bratislava en la ronda de playoffs de la Europa League. En el frente doméstico, llevó al equipo al segundo lugar en la Superliga de Grecia pero también estuvo a cargo cuando el récord del club de 51 partidos invicto llegó a su fin. También llegaron a las semifinales de la Copa de Grecia.
Ferreira abandonó el Estadio La Tumba el 30 de octubre de 2020, tras un empate 0-0 contra el Granada en la fase de grupos de la Europa League.

#### Palmeiras
Ferreira fue anunciado como entrenador del Palmeiras de Brasil ese mismo día, con un contrato de dos años. Hizo su debut el 5 de noviembre de 2020 en el partido de vuelta de los octavos de final de la Copa de Brasil en una victoria en casa por 1-0 contra el Red Bull Bragantino (global de 4-1). Tres días después, en su debut en el Campeonato Brasileiro Série A, su equipo ganó a domicilio al Vasco da Gama.
El 30 de enero de 2021, Ferreira ganó su primer título como entrenador con una victoria por 1-0 sobre el Santos en la final de la Copa Libertadores 2020; solo otros dos entrenadores no sudamericanos habían ganado el torneo antes, uno de ellos era su compatriota Jorge Jesús, un año antes, también con un equipo brasileño, Flamengo.
El 7 de marzo de 2021, Palmeiras ganó el partido de vuelta de la final de la Copa de Brasil con una derrota en casa por 2-0 sobre Grêmio, con un marcador global de 3-0. Gracias a este resultado, Ferreira se convirtió en el primer técnico extranjero en ganar la competición. El 27 de noviembre de ese año, su equipo retuvo la Libertadores con una victoria por 2-1 en la prórroga en la final contra Flamengo en el Estadio Centenario de Montevideo.
El 2 de marzo de 2022, Palmeiras derrotó a Athletico Paranaense 2-0 en Allianz Parque y ganó la Recopa Sudamericana 2022 por primera vez. Este fue el tercer campeonato internacional ganado por Abel con Palmeiras, convirtiéndolo también en el entrenador más exitoso de la historia del club en competencias internacionales en menos de 2 años.
El 3 de abril de 2022 gana con Palmeiras el Campeonato Paulista derrotando 4-0 al São Paulo, remontando el 3-1 en contra del partido de ida. Con dicha conquista consiguió ser el primer entrenador en la historia del club en ganar el Campeonato Paulista, un título nacional y un título internacional, además de ser el primer entrenador extranjero en ganar el Paulistão desde Béla Guttmann, quién lo consiguió en 1957 dirigiendo al São Paulo.
El 2 de noviembre de 2022, dada la derrota 1-0 del SC Internacional frente al América-MG, ganó para el Palmeiras el undécimo título de la Serie A a falta de 4 partidos por disputar en el torneo brasileño, consiguiendo así su sexto título desde su llegada al club.
El 28 de enero de 2023 se corona campeón de la Supercopa de Brasil, convirtiéndose así en el primer entrenador en conseguir al menos 1 de cada uno de los torneos disputados en el fútbol brasileño (estadual, liga local, copa y supercopa), así mismo se convirtió en el tercer técnico más ganador de la historia del club llegando a su séptimo trofeo con el Palmeiras.

## Clubes

### Como jugador
| Club              | País     | Año       |
| ----------------- | -------- | --------- |
| F. C. Penafiel    | Portugal | 1997-2000 |
| Vitória Guimarães | Portugal | 2000-2004 |
| S. C. Braga       | Portugal | 2004-2005 |
| Sporting C. P.    | Portugal | 2006-2011 |

### Como entrenador
| Equipo                   | Div.                | Temporada           | Liga  | Liga | Liga | Liga | Liga |       | Copa | Copa | Copa | Copa  |    | Internacional | Internacional | Internacional | Internacional | Internacional |   | Otros | Otros | Otros | Otros |     | Totales     | Totales | Totales | Totales | Totales | Totales | Totales | Totales |
| Equipo                   | Div.                | Temporada           | Part. | G    | E    | P    | Pos. | Part. | G    | E    | P    | Part. | G  | E             | P             | Pos.          | Part.         | G             | E | P     | Part. | G     | E     | P   | Rendimiento | GF      | GC      | Dif.    |         |         |         |         |
| ------------------------ | ------------------- | ------------------- | ----- | ---- | ---- | ---- | ---- | ----- | ---- | ---- | ---- | ----- | -- | ------------- | ------------- | ------------- | ------------- | ------------- | - | ----- | ----- | ----- | ----- | --- | ----------- | ------- | ------- | ------- | ------- | ------- | ------- | ------- |
| Sporting CP "B" Portugal | 3.ª                 | 2013-14             | 42    | 20   | 10   | 12   | 6.º  | -     | -    | -    | -    | -     | -  | -             | -             | -             | -             | -             | - | -     | 42    | 20    | 10    | 12  | 55.56 %     | 61      | 50      | +11     |         |         |         |         |
| Sporting CP "B" Portugal | Total               | Total               | 42    | 20   | 10   | 12   | -    | -     | -    | -    | -    | -     | -  | -             | -             | -             | -             | -             | - | -     | 42    | 20    | 10    | 12  | 55.56 %     | 61      | 50      | +11     |         |         |         |         |
| Braga "B" Portugal       | 3.ª                 | 2014-15             | 19    | 6    | 6    | 7    | 21.º | -     | -    | -    | -    | -     | -  | -             | -             | -             | -             | -             | - | -     | 19    | 6     | 6     | 7   | 42.11 %     | 16      | 21      | -5      |         |         |         |         |
| Braga "B" Portugal       | 3.ª                 | 2015-16             | 46    | 15   | 12   | 19   | 15.º | -     | -    | -    | -    | -     | -  | -             | -             | -             | -             | -             | - | -     | 46    | 15    | 12    | 19  | 41.31 %     | 47      | 54      | -7      |         |         |         |         |
| Braga "B" Portugal       | 3.ª                 | 2016-17             | 37    | 14   | 13   | 10   | Inc. | -     | -    | -    | -    | -     | -  | -             | -             | -             | -             | -             | - | -     | 37    | 14    | 13    | 10  | 49.55 %     | 53      | 42      | +11     |         |         |         |         |
| Braga "B" Portugal       | Total               | Total               | 102   | 35   | 31   | 36   | -    | -     | -    | -    | -    | -     | -  | -             | -             | -             | -             | -             | - | -     | 102   | 35    | 31    | 36  | 44.44 %     | 116     | 117     | -1      |         |         |         |         |
| Braga Portugal           | 1.ª                 | 2016-17             | 5     | 2    | 0    | 3    | 5.º  | -     | -    | -    | -    | -     | -  | -             | -             | -             | -             | -             | - | -     | 5     | 2     | 0     | 3   | 40 %        | 8       | 7       | +1      |         |         |         |         |
| Braga Portugal           | 1.ª                 | 2017-18             | 34    | 24   | 3    | 7    | 4.º  | 6     | 2    | 2    | 2    | 12    | 7  | 2             | 3             | 1/16          | -             | -             | - | -     | 52    | 33    | 7     | 12  | 67.95 %     | 101     | 54      | +47     |         |         |         |         |
| Braga Portugal           | 1.ª                 | 2018-19             | 34    | 21   | 4    | 9    | 4.º  | 10    | 7    | 2    | 1    | 2     | 0  | 2             | 0             | 3.ªR          | -             | -             | - | -     | 46    | 28    | 8     | 10  | 66.67 %     | 78      | 48      | +30     |         |         |         |         |
| Braga Portugal           | Total               | Total               | 73    | 47   | 7    | 19   | -    | 16    | 9    | 4    | 3    | 14    | 7  | 4             | 3             | -             | -             | -             | - | -     | 103   | 63    | 15    | 25  | 66.02 %     | 187     | 109     | +78     |         |         |         |         |
| PAOK Salónica · Grecia   | 1.ª                 | 2019-20             | 36    | 21   | 10   | 5    | 2.º  | 6     | 5    | 0    | 1    | 4     | 1  | 1             | 2             | 4.ªR          | -             | -             | - | -     | 46    | 27    | 11    | 8   | 66.67 %     | 78      | 42      | +36     |         |         |         |         |
| PAOK Salónica · Grecia   | 1.ª                 | 2020-21             | 5     | 2    | 3    | 0    | Inc. | -     | -    | -    | -    | 6     | 2  | 2             | 2             | Inc.          | -             | -             | - | -     | 11    | 4     | 5     | 2   | 51.51 %     | 14      | 9       | +5      |         |         |         |         |
| PAOK Salónica · Grecia   | Total               | Total               | 41    | 23   | 13   | 5    | -    | 6     | 5    | 0    | 1    | 10    | 3  | 3             | 4             | -             | -             | -             | - | -     | 57    | 31    | 16    | 10  | 63.75 %     | 92      | 51      | +41     |         |         |         |         |
| Palmeiras · Brasil       | 1.ª                 | 2020                | 20    | 8    | 6    | 6    | 7.º  | 7     | 5    | 2    | 0    | 7     | 5  | 1             | 1             | 1.º           | 2             | 0             | 1 | 1     | 36    | 18    | 10    | 8   | 59.26 %     | 54      | 25      | +29     |         |         |         |         |
| Palmeiras · Brasil       | 1.ª                 | 2021                | 38    | 20   | 6    | 12   | 3.º  | 18    | 9    | 4    | 5    | 13    | 9  | 3             | 1             | 1.º           | 3             | 1             | 1 | 1     | 72    | 39    | 14    | 19  | 60.65 %     | 114     | 71      | +43     |         |         |         |         |
| Palmeiras · Brasil       | 1.ª                 | 2022                | 38    | 23   | 12   | 3    | 1.º  | 20    | 15   | 3    | 2    | 12    | 8  | 3             | 1             | 1/2           | 4             | 2             | 1 | 1     | 74    | 48    | 19    | 7   | 73.42 %     | 142     | 50      | +92     |         |         |         |         |
| Palmeiras · Brasil       | 1.ª                 | 2023                | 38    | 20   | 10   | 8    | 1.º  | 22    | 13   | 5    | 4    | 12    | 7  | 4             | 1             | 1/2           | 1             | 1             | 0 | 0     | 73    | 41    | 19    | 13  | 64.84 %     | 124     | 57      | +67     |         |         |         |         |
| Palmeiras · Brasil       | 1.ª                 | 2024                | 38    | 22   | 7    | 9    | 2.º  | 20    | 13   | 5    | 2    | 8     | 4  | 3             | 1             | 1/8           | 1             | 0             | 1 | 0     | 67    | 39    | 16    | 12  | 66.17 %     | 108     | 56      | +52     |         |         |         |         |
| Palmeiras · Brasil       | 1.ª                 | 2025                | 18    | 12   | 3    | 3    | -    | 19    | 9    | 6    | 4    | 7     | 7  | 0             | 0             | -             | 5             | 2             | 2 | 1     | 49    | 30    | 11    | 8   | 68.7 %      | 77      | 37      | +40     |         |         |         |         |
| Palmeiras · Brasil       | Total               | Total               | 190   | 105  | 44   | 41   | -    | 106   | 64   | 25   | 17   | 59    | 40 | 14            | 5             | -             | 16            | 6             | 6 | 4     | 371   | 215   | 89    | 67  | 65.95 %     | 619     | 296     | +323    |         |         |         |         |
| Total en su carrera      | Total en su carrera | Total en su carrera | 448   | 230  | 105  | 113  | -    | 128   | 78   | 29   | 21   | 83    | 50 | 21            | 12            | -             | 16            | 6             | 6 | 4     | 675   | 364   | 161   | 150 | 61.88 %     | 1073    | 623     | +450    |         |         |         |         |
| 1. 2. 3.                 |                     |                     |       |      |      |      |      |       |      |      |      |       |    |               |               |               |               |               |   |       |       |       |       |     |             |         |         |         |         |         |         |         |

#### Resumen por competiciones
| Competición                  | Partidos | Ganados | Empatados | Perdidos | %       | Resultado              |
| ---------------------------- | -------- | ------- | --------- | -------- | ------- | ---------------------- |
| Campeonato de Portugal       | 144      | 55      | 41        | 48       | 47.68 % | 15.º lugar             |
| Primeira Liga                | 73       | 47      | 7         | 19       | 67.58 % | 4.º lugar              |
| Copa de Portugal             | 8        | 5       | 1         | 2        | 66.67 % | Cuarta ronda           |
| Copa de la Liga de Portugal  | 8        | 4       | 3         | 1        | 62.5 %  | Semifinales            |
| Superliga de Grecia          | 41       | 23      | 13        | 5        | 66.67 % | Subcampeón             |
| Copa de Grecia               | 6        | 5       | 0         | 1        | 83.33 % | Semifinales            |
| Brasileirão                  | 190      | 105     | 44        | 41       | 62.98 % | Campeón                |
| Copa de Brasil               | 27       | 15      | 4         | 8        | 60.5 %  | Campeón                |
| Paulistão                    | 79       | 49      | 21        | 9        | 70.89 % | Campeón                |
| Supercopa de Brasil          | 3        | 1       | 2         | 0        | 55.55 % | Campeón                |
| Liga de Campeones de la UEFA | 6        | 2       | 1         | 3        | 38.89 % | Cuarta ronda           |
| Liga Europa de la UEFA       | 18       | 8       | 6         | 4        | 55.55 % | Dieciseisavos de final |
| Copa Libertadores            | 59       | 40      | 14        | 5        | 75.71 % | Campeón                |
| Recopa Sudamericana          | 4        | 2       | 1         | 1        | 58.33 % | Campeón                |
| Mundial de Clubes de la FIFA | 9        | 3       | 3         | 3        | 44.44 % | Subcampeón             |
| TOTAL                        | 675      | 364     | 161       | 150      | 61.88 % | 10 Títulos             |

## Palmarés

### Como jugador

#### Títulos nacionales
| Título                        | Equipo         | País     | Año     |
| ----------------------------- | -------------- | -------- | ------- |
| Copa de Portugal              | Sporting C. P. | Portugal | 2006-07 |
| Supercopa Cândido de Oliveira | Sporting C. P. | Portugal | 2007    |
| Copa de Portugal              | Sporting C. P. | Portugal | 2007-08 |
| Supercopa Cândido de Oliveira | Sporting C. P. | Portugal | 2008    |

### Como entrenador

#### Campeonatos regionales
| Título              | Equipo          | Estado    | Año  |
| ------------------- | --------------- | --------- | ---- |
| Campeonato Paulista | S. E. Palmeiras | São Paulo | 2022 |
| Campeonato Paulista | S. E. Palmeiras | São Paulo | 2023 |
| Campeonato Paulista | S. E. Palmeiras | São Paulo | 2024 |

#### Títulos nacionales
| Título         | Equipo          | País   | Año  |
| -------------- | --------------- | ------ | ---- |
| Copa de Brasil | S. E. Palmeiras | Brasil | 2020 |
| Serie A        | S. E. Palmeiras | Brasil | 2022 |
| Supercopa Rei  | S. E. Palmeiras | Brasil | 2023 |
| Serie A        | S. E. Palmeiras | Brasil | 2023 |

#### Títulos internacionales
| Título                       | Equipo          | Sede           | Año  |
| ---------------------------- | --------------- | -------------- | ---- |
| Copa Libertadores de América | S. E. Palmeiras | Río de Janeiro | 2020 |
| Copa Libertadores de América | S. E. Palmeiras | Montevideo     | 2021 |
| Recopa Sudamericana          | S. E. Palmeiras | São Paulo      | 2022 |

### Distinciones individuales
| Distinción                                                            | Año  |
| --------------------------------------------------------------------- | ---- |
| Troféu Mesa Redonda                                                   | 2020 |
| Entrenador del año de la Copa Libertadores                            | 2020 |
| Mejor Entrenador del año en Brasil por O Globo/Extra                  | 2021 |
| Entrenador del año de la Copa Libertadores                            | 2021 |
| Entrenador del año en Sudamérica                                      | 2021 |
| Mejor Entrenador portugués en el extranjero por CNID                  | 2022 |
| Troféu Tele Santana - Bola de Prata                                   | 2022 |
| Mejor Entrenador - Campeonato Brasileño CBF                           | 2022 |
| Bola de Plata al mejor entrenador del Campeonato Brasileño de Serie A | 2023 |